# Lliga Popular Sueca
La Lliga Popular Sueca de les Províncies del Mar Bàltic (suec Svenska Folkförbundet i Östersjöprovinserna, SFO, estonià Rootsi Rahvaliit, RR) fou un partit polític representant dels suecs d'Estònia. Fou fundat el 1917 i el 1918 va fundar el seu òrgan Kusbon. El març de 1919 va celebrar el seu primer congrés, en el que va establir com a objectiu demanar una quota d'escons al Riigikogu per als suecs. Tenia les seves oficines a Riddaregatan (Rüütli) 9, Tallinn, al costat de l'escola sueca de la parròquia de St Michaels.
Va tenir representació al parlament, sovint aliada als alemanys bàltics. El 1935 el seu diari fou prohibit per Konstantin Päts, i fou fundat poc després Nya Kustbon com a publicació al marge del partit.